# (4222) Nancita
(4222) Nancita est un astéroïde de la ceinture principale.

## Description
(4222) Nancita est un astéroïde de la ceinture principale. Il fut découvert le 13 mars 1988 à l'Observatoire Palomar par Eleanor Francis Helin. Il présente une orbite caractérisée par un demi-grand axe de 2,37 UA, une excentricité de 0,29 et une inclinaison de 3,7° par rapport à l'écliptique.

## Compléments